# Akademiska Föreningens Arkiv & Studentmuseum

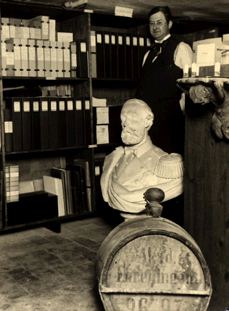
Interiör från AF:s Arkiv med dess grundare Ture "Tusse" Sjögren, cirka 1930-tal

AF:s Arkiv & Studentmuseum (vardagligt endast AF:s Arkiv) är en unik samling av studentlivsrelaterade dokument och föremål, främst från Lund men även från övriga Sverige. Arkivet utgör ett utskott inom Akademiska Föreningen, AF.

## Historik
Arkivets upprinnelse brukar räknas till 1915 då lundastudenten Ture "Tusse" Sjögren (1892–1962) i sin egenskap av vice förman för AF:s sociala utskott systematiskt började samla pressklipp och andra dokument av historiskt värde. Samlingarna ökade snabbt i omfattning och efter att ha flyttats runt mellan olika tillfälliga förvaringsplatser i AF-borgen fick de i början av 1930-talet en fast hemvist i de särskilt inredda lokaler i AF:s källare där de ännu förvaras.

## Samlingarna
Samlingarna består av dokument och föremål från Akademiska Föreningen, Lunds Studentkår (inklusive Lundakarnevalen och tidningen Lundagård), studentnationerna och en rad olika enskilda studentföreningar. Den totala mängden arkivhandlingar uppgår till mellan 300 och 400 hyllmeter.
Till de organisationsspecifika arkivbildarna ovan kommer ett antal olika specialsamlingar av vilka kan nämnas:
- Pressklippsamlingen omfattande mer än 200 volymer vilka dag för dag täcker in studentlivsrelaterade artiklar i de skånska dagstidningarna
- Fotosamlingen, sträckande sig från 1850-talet till dags dato och omfattande såväl situationsbilder och topografiska bilder som en stor mängd porträttfoton.
- ”Akademiskt högtidstryck” med tryckta tal, dikter och liknande från akademiska fester alltifrån universitets invigning 1668
- Material från den studentskandinavistiska rörelsen, kronologiskt ordnad efter de olika studentmötena
- Spexarkivet med manus, noter, rollbesättningslistor etcetera från i princip alla större och många mindre spex som spelats i Lund sedan slutet av 1800-talet
- Ljud- och bildarkivet med band- och videoupptagningar från spex och studentaftnar samt videoöverföringar av karnevalsfilmer och dokumentärfilmer från studentvärlden samt skivor och kassetter inspelade av studentorkestrar;
- Musikaliesamlingen med handskrivna och tryckta noter från främst 1800- och tidigt 1900-tal
- Referensbibliotek med facklitteratur om Lund, studentliv med mera samt skönlitterära verk, memoarer och dylikt av eller om lundaförfattare

AF:s Arkiv är inte ett universitetsarkiv eller -museum (Lunds universitets arkiv förvaras på Arkivcentrum Syd och det universitetshistoriska museum som tidigare fanns var förlagt till Kulturen). Dess samlingar handlar inte om forskning och undervisning utan om det som studenter (och även i viss mån lärare) ägnat sig åt vid sidan av studierna – det man skulle kunna sammanfatta som ”det roliga”.

## Organisation
Arbetet inom AF:s Arkiv bedrivs huvudsakligen ideellt av ett utskott under ledning av en av AF:s överstyrelse utsedd förman. Sedan starten 1915 har utskottet haft följande förmän:
- Ture "Tusse" Sjögren (1915–1962)
- Hans Heander (1962–1963)
- Lars Wessman (1964–1968)
- Åke Lellky (1969–1974)
- Ulf Hjelmquist (1975–1979)
- Göran Larsson (1980–1995)
- Per Ola Olsson (1995–2001)
- Fredrik Tersmeden (2001–2007)
- Andreas Svensson (2007–2015)
- Jules Hanley (2015–2019)
- Madelene Svensson (2019–2022)
- Henrik Schyllert (2022–)

## I kulturen
Den speciella och atmosfärrika miljön i arkivet har gjort att det använts som inspelningsmiljö för bland annat karnevalsfilmen Sigillet, TV-serien Itzhaks julevangelium och en musikvideo med gruppen Brainpool.